# Агалакова Жанна Леонідівна
Жанна Леонідівна Агалакова (нар. 6 грудня 1965, Кіров, Російська РФСР, СРСР) — російська журналістка, спеціальний кореспондент, телеведуча.
Нагороджена медаллю ордена «За заслуги перед Вітчизною» II ступеня (2006).

## Біографія
Народилася 6 грудня 1965 року в Кірові.
Тато — інженер, мама — викладач російської мови та літератури. Брат — Михайло, комп'ютерник.
З 1979 по 1983 рік жила з батьками в Монголії.
У дитинстві мріяла стати слідчим, композитором, архітектором, вихователем і перекладачем, а також виступати в цирку. Потім зрозуміла, що всі ці професії можна поєднати в журналістиці.
Свою кар'єру починала секретарем головного редактора кіровської газети «Комсомольське плем'я». «Путівку в життя» їй дав Василь Васильович Смирнов, який тоді був головним редактором цієї газети. Відразу після закінчення школи Жанна провалила вступні іспити на філологічний факультет Ленінградського державного університету і їй потрібно було десь працювати один рік. У цей час у місцевій газеті «Комсомольське плем'я» звільнилося місце секретаря і друзі її батьків запропонували головному редактору її кандидатуру. Після тривалої розмови з недосвідченою рудоволосою веснянкуватою дівчиною Смирнов прийняв її на роботу. В газеті була не тільки секретарем, але і малювала ноти — у рубрику «Музичний кіоск». А незабаром написала і першу замітку.
В 1991 році закінчила газетне відділення факультету журналістики Московського державного університету імені М. В. Ломоносова (МДУ). Студентську практику проходив у популярній телепрограмі «Погляд» на телеканалі ОРТ. Після університету півтора року працювала на телестудії МВС СРСР на посаді кореспондента. Робила сюжети для програми «Людина і закон». Потім рік працювала прес-аташе Міжнародної асоціації по боротьбі з наркоманією і наркобізнесом. Пізніше, за словами Жанни, вона деякий час була «вільним художником» — писала статті куди тільки можливо, переживала, коли їх не друкували".
З 1992 року — кореспондент відділу світської хроніки РИА «Новости».
По-справжньому відчула професію тележурналіста, потрапивши в 1995 році на інформаційний канал «Ділова Росія» телеканалу «РТР» під керівництвом Олександра Акопова: довелося оперативно освоювати теми, про які раніше не мала ніякого уявлення. Першою її роботою стали два десятихвилинних репортажі про ядерне паливо. Незабаром Агалакова була помічена «гуру вітчизняного телебачення» Ігорем Кириловим, який запропонував їй спробувати себе телеведучою.
У 1996 році запросили вести ранкову інформаційну програму «Сьогодні» на телеканалі НТВ. Три роки, проведені у цій телекомпанії, Жанна досі вважає найвищою школою журналістики.
У 1998 році у складі команди НТВ брала участь у російській версії телегри «Форт Боярд».
У жовтні 1999 року було відсторонено від ведення програми «Сьогодні» з ініціативи головного редактора Служби інформації НТВ Володимира Кулістікова за неправильно названу кількість людей, загиблих після теракту.
У жовтні 1999 року перейшла на телеканал ОРТ (з вересня 2002 року — «Перший канал»). Вела денні і вечірні випуски «Новин», а також програму «Час».
У травні 2000 року оголошувала результати голосування російського професійного журі на конкурсі пісні «Євробачення-2000», що проходив у Стокгольмі.
З 2000 по 2002 рік разом з Володимиром Познером вела на «Першому каналі» програму «Часи», яка неодноразово ставала лауреатом премії ТЕФІ. У прямому ефірі пройшла через «вогонь і воду»: теракти 11 вересня 2001, початок війни в Афганістані, теракт в Беслані, відставка Бориса Єльцина, президентські вибори і так далі.
З вересня 2005 року по грудень 2012 року власний кореспондент «Першого каналу» в Парижі.
З січня 2013 року по серпень 2019 року — спеціальний кореспондент «Першого каналу» в Нью-Йорку.
З серпня 2019 року — знову власний кореспондент «Першого каналу» в Парижі.
3 березня 2022 року подала заяву про звільнення з «Першого каналу» і 17 березня офіційно покинула його. Агалакова заявила, що покинула канал на знак протесту проти російського вторгнення в Україну, оскільки російське телебачення використовується для поширення кремлівської пропаганди. В інтерв'ю BBC вона назвала російське телебачення «промиванням мізків».

## Особисте життя
- Чоловік — Джорджо Савона (нар. 1971), італійський фізик, народився і виріс у Римі. Подружжя разом з 1991 року, але в офіційний шлюб укладено 7 квітня 2001 року[23]. Подруга Жанни, Дар'я Асламова, була на їхньому весіллі свідком[24]. Жанна хрестила її дочку Соню.
  - Дочка — Аліса (нар. 10 вересня 2002), що з'явилася на світ в Римі. Ім'я дівчинці придумав батько на честь головної героїні своєї улюбленої казки Льюїса Керролла «Аліса в країні чудес»[25][26].

### Захоплення
Улюблене проведення часу Жанни Агалаковой — відрядження. Обожнює стояти біля плити. Грає на фортепіано і в теніс. Бігає на середні дистанції.
Володіє англійською, французькою, італійською та іспанською мовами.

## Фільмографія
- 1986— «…До 16 і старше. Самостійність» — невелике інтерв'ю.
- 1986 — «Карусель на базарній площі» — невелика роль в масовці в епізоді на міській площі.
- 2012 — «Вогонь, вода і діаманти» — телеведуча інформаційної програми[29].

## Визнання
Державні нагороди
- 2006 — Медаль ордена «За заслуги перед Вітчизною» II ступеня — за великий внесок у розвиток вітчизняного телерадіомовлення та багаторічну плідну діяльність[1].
- 2018 — Орден Дружби — за великий внесок у розвиток вітчизняного телебачення та багаторічну сумлінну працю[30]

Громадські нагороди
- 2002 — фіналіст премії «ТЕФІ—2002» у номінації «Ведучий інформаційної програми» за роботу у програмі «Часи» на «Першому каналі» в 2002 році[31].